# Faretto interno a incasso
Il faretto interno a incasso è un sistema di illuminazione per interni utilizzato ad esempio nei negozi e nelle omonime vetrine, per l'illuminazione di un reparto del supermercato come quello ortofrutta e così via. Alcuni modelli sono chiamati proiettori da interno.

## Applicazioni
Il faretto a seconda del modello può essere diverse applicazioni: può essere installato ad esempio ad una parete, sul controsoffitto, sul soffitto od all'interno di un punto per l'esposizione degli oggetti.

## Galleria d'immagini

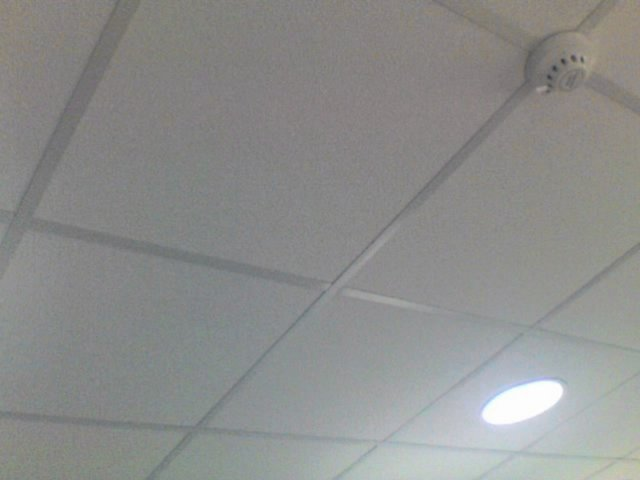
Un faretto interno a incasso installato in un controsoffitto (nella parte bassa dell'immagine)
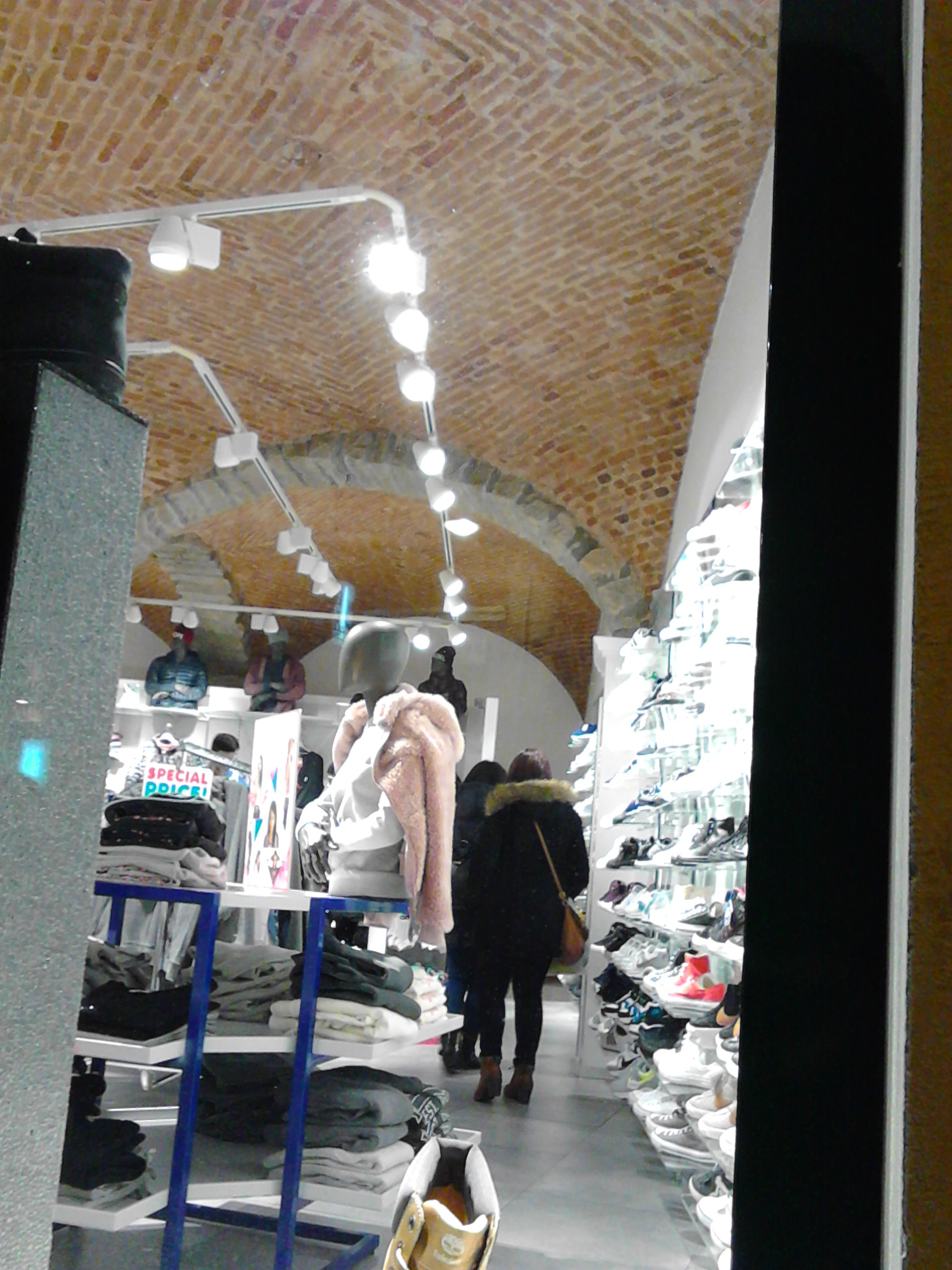
Faretti a soffitto per l'illuminazione interna di un negozio installati in un'apposita base